# Celeste Plak
Celeste Plak, född 26 oktober 1995, är en nederländsk volleybollspelare (vänsterspiker). Hon spelar (2025) för den brasilianska klubben Minas Tênis Clube och seniorlandslaget. Tidigare har hon spelat med lag i Nederländerna, Italien, Turkiet och Japan.